# Mexikanische Weymouth-Kiefer
Die Mexikanische Weymouth-Kiefer (Pinus ayacahuite) ist eine Pflanzenart in der Gattung der Kiefern (Pinus) aus der Familie der Kieferngewächse (Pinaceae).

## Beschreibung
Die Mexikanische Weymouth-Kiefer ist ein immergrüner Baum, der Wuchshöhen von meist bis 25 Meter, an den Heimatstandorten teilweise bis über 45 Meter erreicht. Die Borke ist dunkel rotbraun; sie löst sich in groben Schuppen oder quadratischen Platten ab; innen unter den Platten ist sie hellrosa getönt. Die Baumkrone junger Bäume ist offen und breit kegelförmig. Die Nadeln stehen zu fünft; sie sind 13 bis 15 cm lang, dünn und an jungen Bäumen dunkel blaugrün.
Die männlichen Zapfen sind etwa 0,8 cm groß und hellgrün mit rosa glänzender Spitze; sie stehen zu mehreren an einem etwa 15 cm langen Zweigabschnitt.
Die weiblichen Zapfen stehen zu zweit oder zu dritt endständig und aufrecht an etwa 2 cm langen Stielen. Junge weibliche Zapfen sind glänzendgrün mit blaugrünen und orangen Schuppenspitzen; reife Zapfen hängen, sind lang kegelförmig und 20 bis 40 cm lang.
Die Chromosomenzahl beträgt 2n = 24.

## Verbreitung und Standort
Die Mexikanische Weymouth-Kiefer ist im südlicheren Mexiko, Guatemala, El Salvador und Honduras heimisch. Sie wächst vergesellschaftet mit anderen Kiefern und Tannen in kühl-feuchten Gebirgslagen in Höhen von (1500 bis) 2000 bis 3200 (bis 3600) m. Sie wird unter anderem in Mittel- und Südamerika und im südlichen Afrika angebaut, gedeiht aber auch unter kühlerem, ozeanisch geprägtem Klima. In Mitteleuropa wird sie selten gepflanzt und ist fast nur in botanischen Sammlungen zu sehen.
Trotz ihrer tropischen Verbreitung ist die Mexikanische Weymouth-Kiefer erstaunlich kältetolerant; aus der Kultur im US-Bundesstaat Pennsylvania sowie in Schottland wird von Exemplaren berichtet, die −30 °C überstanden haben. Der größte Baum in Deutschland (Höhe 2012/2013: 20,5 m) befindet sich im Arboretum Sequoiafarm Kaldenkirchen.

## Systematik
Pinus ayacahuite wurde 1838 von Diederich Franz Leonhard von Schlechtendal in der Zeitschrift "Linnaea", Band 12, Seite 492 erstbeschrieben. Schlechtendal übernahm dabei den Namen, den Christian Gottfried Ehrenberg der Art schon gegeben hatte. Synonyme der Art sind Pinus don-pedrii Roezl, Pinus hamata Roezl, Pinus ayacahuite var. oaxacana Silba und Pinus ayacahuite subsp. neorecurvata Silba.

### Einzelreferenzen
1. ↑   Tropicos.
2. ↑  B. I. Nyoka in: C.A.B. International (Hrsg.): Pines of silvicultural importance. CABI Publications, Wallingford (Oxfordshire) 2002, ISBN 0-85199-539-X, S. 9–13 (englisch)., eingeschränkte Vorschau in der Google-Buchsuche
3. ↑  http://www.championtrees.de/5403879d900fef223/5403879d9c0fe7a01/index.html
4. ↑  Linnaea 12, 1838: 492.
5. ↑  Pinus. In: POWO = Plants of the World Online von Board of Trustees of the Royal Botanic Gardens, Kew: Kew Science, abgerufen am 24. April 2019.